# 4 bits
O Intel 4004, o primeiro chip único microprocessador disponível comercialmente, foi uma CPU de 4 bits. O computador Central Air Data Computer (ouF14 CADC) do F-14 Tomcat foi criado um ano antes do 4004, mas sua existência foi considerada sigilosa pela Marinha dos Estados Unidos até 1997. Além disso, o processador Saturn da HP48 (uma calculadora científica comumente usada) é basicamente uma máquina de 4 bits, embora encadeie palavras múltiplas juntas, por exemplo, sua memória tem 20 bits de endereçamento.
Os anos 1970 testemunharam a emergência das aplicações de software de 4 bits para os mercados de massa, como calculadoras de bolso.
Com quatro bits, é possível criar 16 valores diferentes. Todos os algarismos hexadecimais podem ser escritos com quatro bits.
| Binário | Octal | Decimal | Hexadecimal |
| ------- | ----- | ------- | ----------- |
| 0000    | 0     | 0       | 0           |
| 0001    | 1     | 1       | 1           |
| 0010    | 2     | 2       | 2           |
| 0011    | 3     | 3       | 3           |
| 0100    | 4     | 4       | 4           |
| 0101    | 5     | 5       | 5           |
| 0110    | 6     | 6       | 6           |
| 0111    | 7     | 7       | 7           |
| 1000    | 10    | 8       | 8           |
| 1001    | 11    | 9       | 9           |
| 1010    | 12    | 10      | A           |
| 1011    | 13    | 11      | B           |
| 1100    | 14    | 12      | C           |
| 1101    | 15    | 13      | D           |
| 1110    | 16    | 14      | E           |
| 1111    | 17    | 15      | F           |

## Lista de Processadores de 4 bits
- Intel 4004[1]
- Intel 4040
- Atmel MARC4 core[3] - Madura.[4][5] Não recomendada para projetos novos.
- Toshiba TLCS-47 series
- HP Saturn (microprocessor)
- NEC μPD75X
- NEC μPD6P9 microcontrolador infravermelho do controle remoto.[6]